# Вашингтонський метрополітен
Вашингто́нський метрополіте́н (англ. Washington Metro, Metrorail) — система ліній метрополітену у Вашингтоні та околицях. Другий за завантаженістю метрополітен у США (після Нью-Йоркського).

## Опис

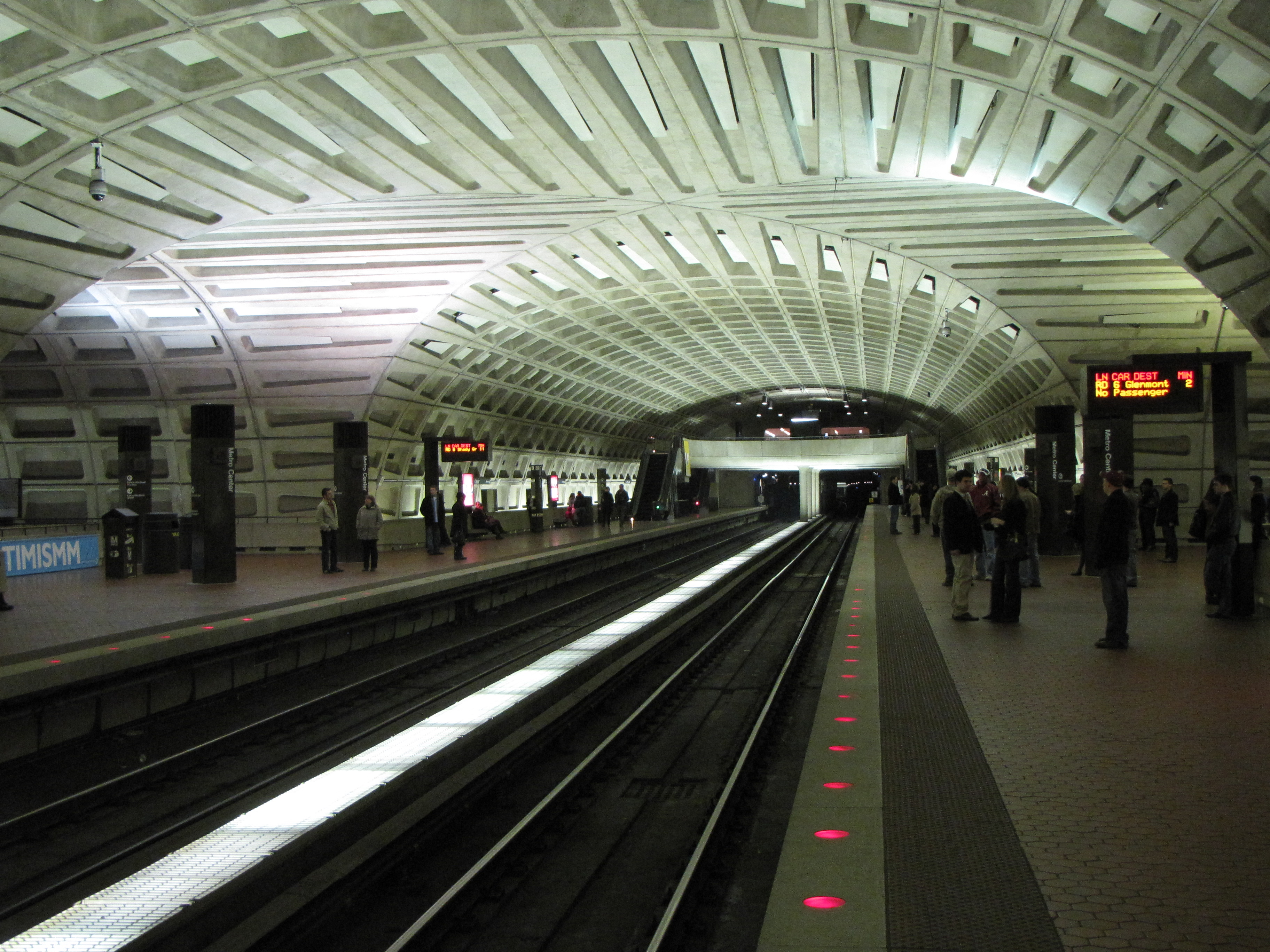
Станція Metro Center — важливий пересадний вузол системи

Лінії метрополітену проходять через два штати (Вірджинія та Меріленд) і федеральний округ Колумбія. Щоденний пасажиропотік оцінюється в 800 тисяч чоловік (початок 2009).
Перші поїзди метро були пущені 27 березня 1976 року.
Всього 91 станцій, загальна довжина — 189,6 км. Перший проєкт, який передбачав будівництво 83 станцій і шляхів протяжністю 165,5 км, був завершений 13 січня 2001 року. Під землею пролягає 80 км залізниць, а також 47 станцій з 86, на поверхні землі — понад 74 км та 33 станції, над землею — понад 14 км та 6 станцій.
Станції глибокого залягання були побудовані тільки в центрі міста, в районах історичної забудови. Більша ж частина вашингтонського метрополітену — наземна (або надземна), що нагадує берлінський Stadtbahn або московське легке метро. Наземні перегони між станціями метро дуже довгі (особливо в передмістях) і практично не охороняються: рейки обгороджені тільки дротяною сіткою. Потяги рухаються із середньою швидкістю 53 км/год.
Найглибші станції знаходяться на північно-східному краї Червоної лінії: Wheaton (тут встановлено найдовший ескалатор в Західній півкулі — довжиною 70 м), і найглибша станція — Forest Glen (на глибині 60 м — замість ескалаторів тут використовуються високошвидкісні ліфти, за допомогою яких підняття здійснюється за 20 секунд).

## Історія

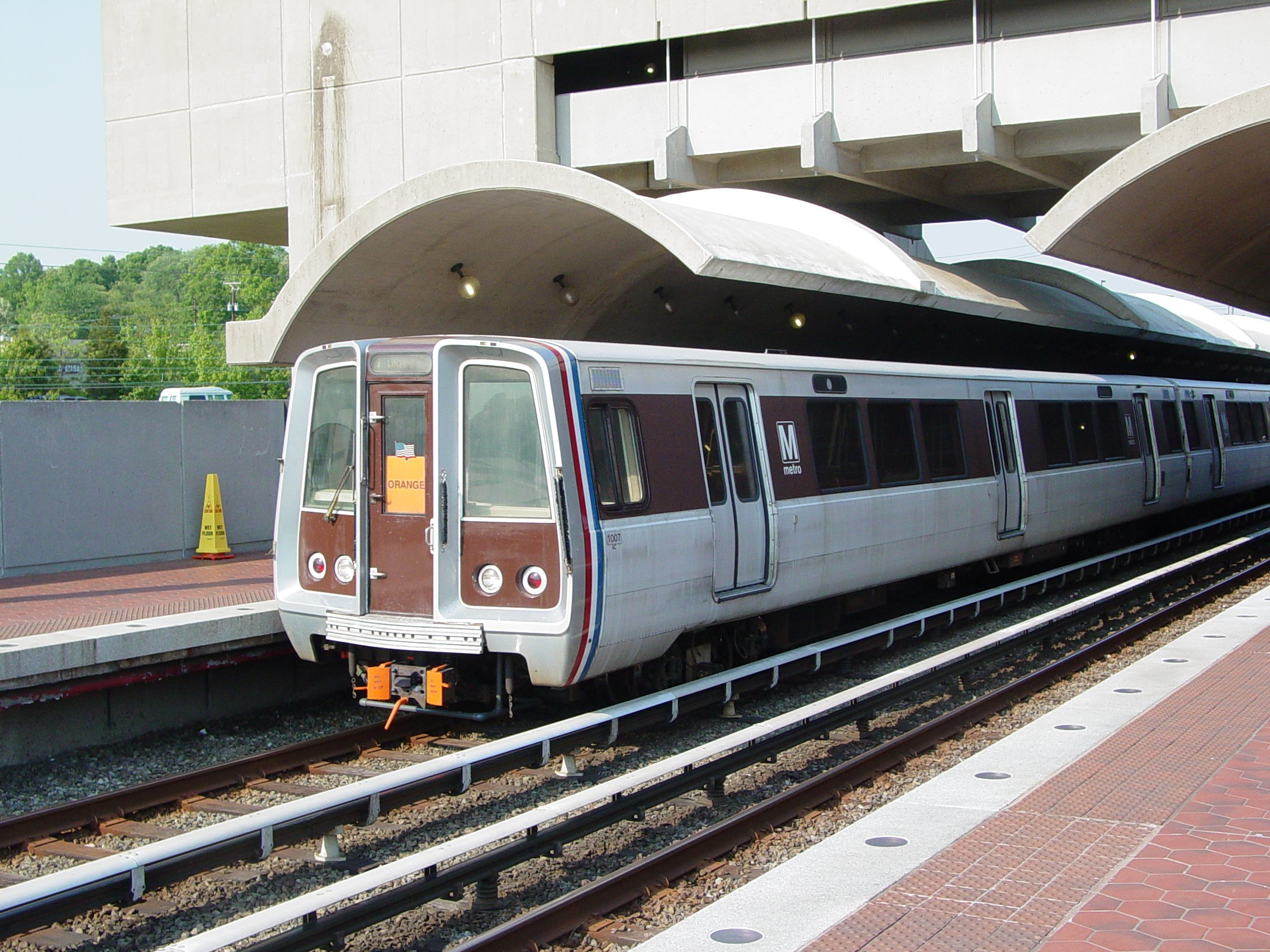
Поїзд рухомого складу на станції Cheverly

Карта метро відповідно до масштабу

Протягом 1960-х років існували плани щодо створення масової автострадної системи у Вашингтоні, але ця ідея зіткнулася зі спротивом. Гарланд Бартоломео, який очолював Національну комісію з планування капіталу, вирішив, що залізнична транзитна система ніколи не буде самостійною через низьке покриття та загальне зменшення вантажообігу.
Нарешті, було погоджено на змішаній концепції Capital Beltway разом з радіальними лініями. Beltway було повністю профінансовано; фінансування системи Inner Loop Freeway було частково перерозподілено на користь спорудження системи метрополітену.
1960 року федеральний уряд створив національне транспортне відомство задля розробки швидкісної залізничної системи. 1966 року федеральним урядом, округами Колумбія та Мериленд було прийнято законопроєкт про створення WMATA
з електропостачанням за допомогою NCTA.
WMATA затвердила плани на будівництво 158-кілометрової системи у 1968 році і почала будівництво 9 грудня 1969. Система відкрилася 27 березня 1976 року з 7 кілометрами ділянки на Червоній лінії та 5 станціями від Rhode Island Avenue до Farragut North, всі в окрузі Колумбія. Округ Арлінгтон було приєднано до системи 1 липня 1976 року; округ Монтгомері, Меріленд — 6 лютого 1978; округ Принца Джорджа, Меріленд — 20 листопада 1978; округи Ферфакс та Александрія (Вірджинія) — 17 грудня 1983 року.
У лютому 2006 року шляхом відкритого змагання обрано Ренді Міллера, робітника автомагазину з Вудбриджу, на запис нових оголошень про відкриття та закриття дверей та нагадування про заборону притулятися до них. Оголошення до цього були озвучені Сенді Керролл і записані 1996 року.

### Пасажиропотік
Найвищий денний пасажиропотік було зареєстровано в день інавгурації Барака Обами, 20 січня 2009 року, який склав 1 120 000 пасажирів. Минулий рекорд був за день до цього, з 866 681 поїздкою. Деякі рекорди, пов'язані з пасажиропотоком, було встановлено в червні 2008 року: рекордний місячний пасажиропотік у 19 729 641 пасажирів, рекорд з середнього денного потоку за тиждень (772 826), також цього місяця зареєстровано 5 з 10 днів з рекордним пасажиропотоком, та 12 робочих днів, у які пасажиропотік перевищив 800 000 поздок.

## Лінії

### Червона лінія
Йде з округу Монтгомері, Меріленд, через ділову частину міста назад в округ Монтгомері — найбільш завантажена лінія. Відкрита 29 березня 1976 року, містить 27 станцій. Єдина лінія, яка не має спільних ділянок з іншими. В години пік використовує 44 потяги (10 восьмивагонних та 34 шестивагонних).

#### Хронологія
| Дата              | Подія                                                            | Кількість станцій | Довжина, км |
| ----------------- | ---------------------------------------------------------------- | ----------------- | ----------- |
| 29 березня 1976   | Відкриття лінії від Farragut North до Rhode Island Ave-Brentwood | 5                 | 7,4         |
| 15 грудня 1976    | Gallery Pl-Chinatown відкривається між існуючими станціями       | 6                 | 7,4         |
| 1 січня 1977      | Продовження до станції Dupont Circle                             | 7                 | 9,2         |
| 6 лютого 1978     | Продовження до станції Silver Spring                             | 11                | 18,3        |
| 5 грудня 1981     | Продовження до станції Van Ness-UDC                              | 14                | 21,7        |
| 25 серпня 1984    | Продовження до станції Grosvenor-Strathmore                      | 19                | 32,7        |
| 15 грудня 1984    | Продовження до станції Shady Grove                               | 23                | 43,9        |
| 22 вересня 1990   | Продовження до станції Wheaton                                   | 25                | 49,1        |
| 25 січня 1998     | Продовження до станції Glenmont                                  | 26                | 51,3        |
| 20 листопада 2004 | New York Ave-Florida Ave-Gallaudet U відкривається між існуючими | 27                | 51,3        |

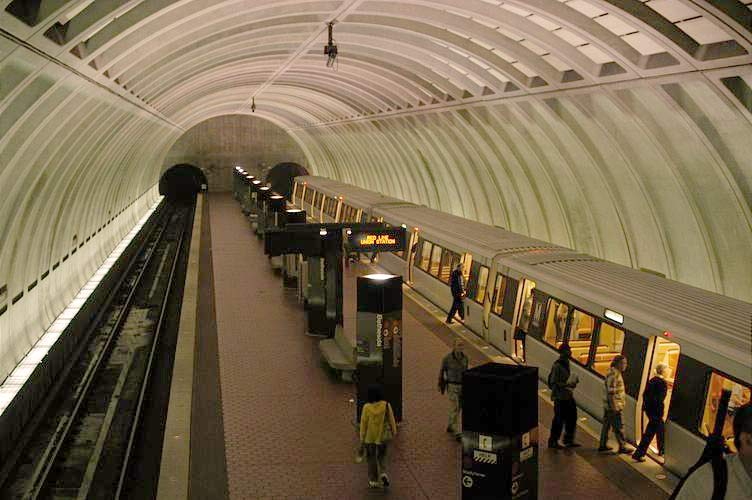
Станція Bethesda
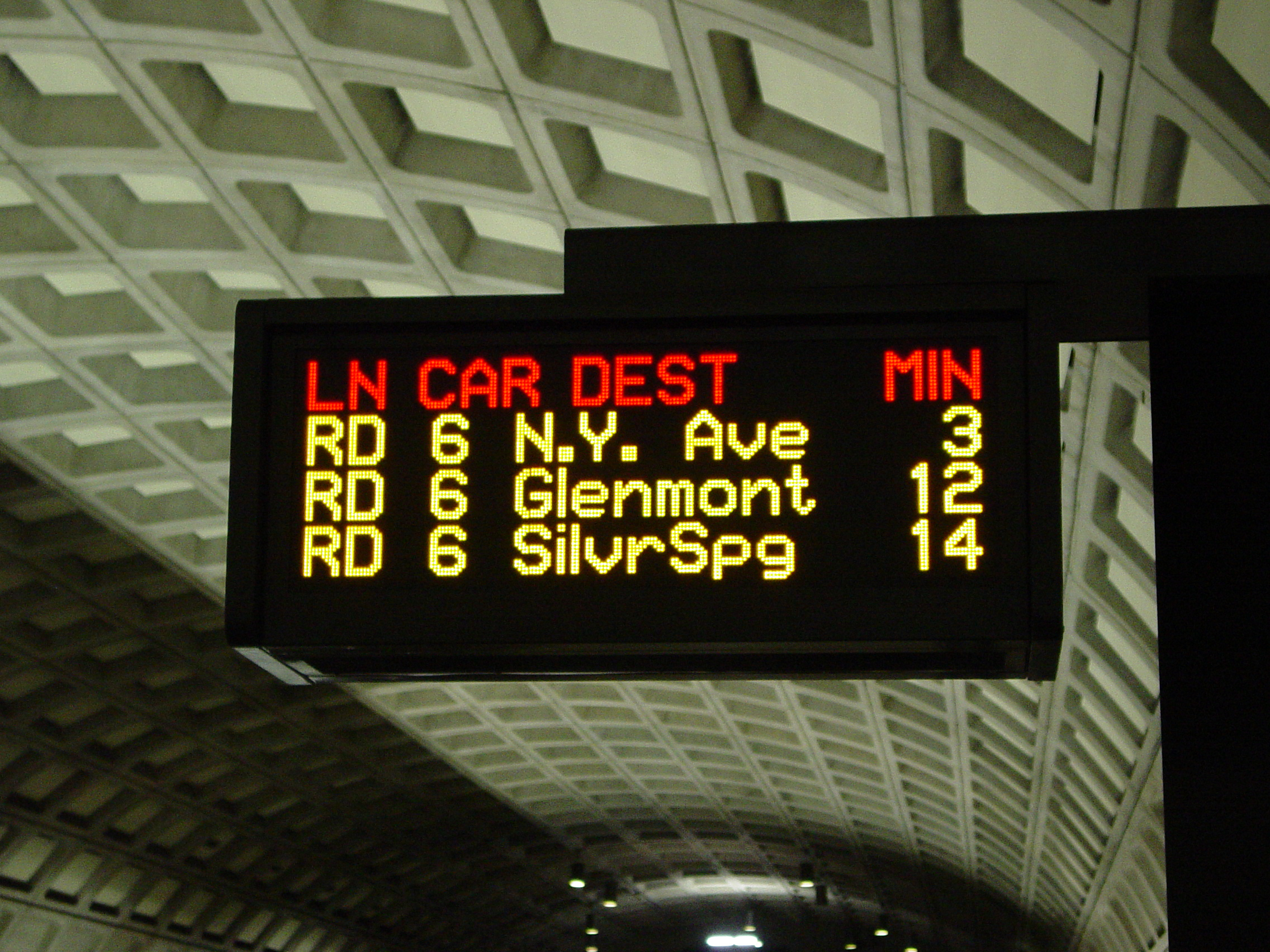
Станція Dupont Circle, дисплей
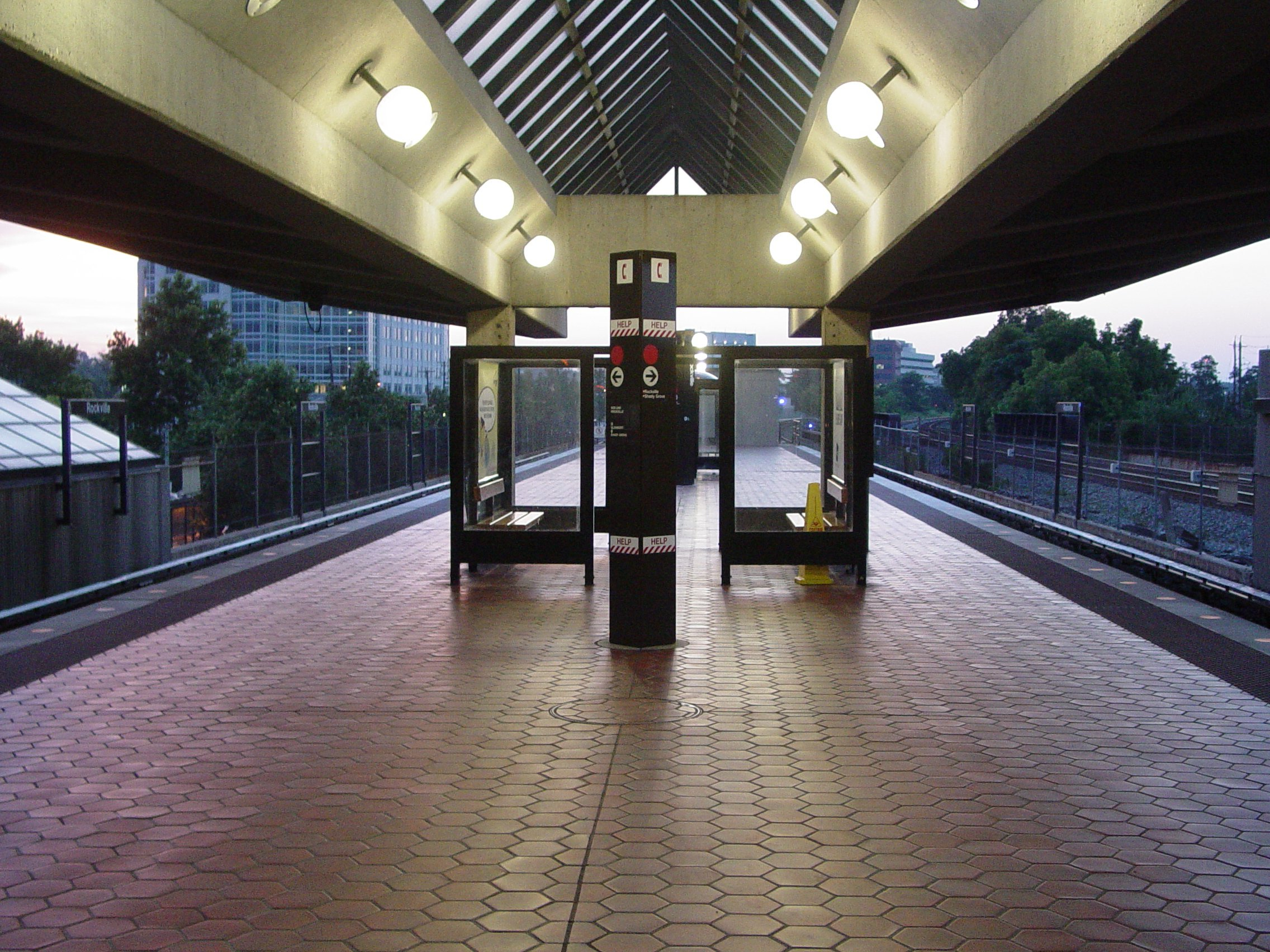
Станція Rockville
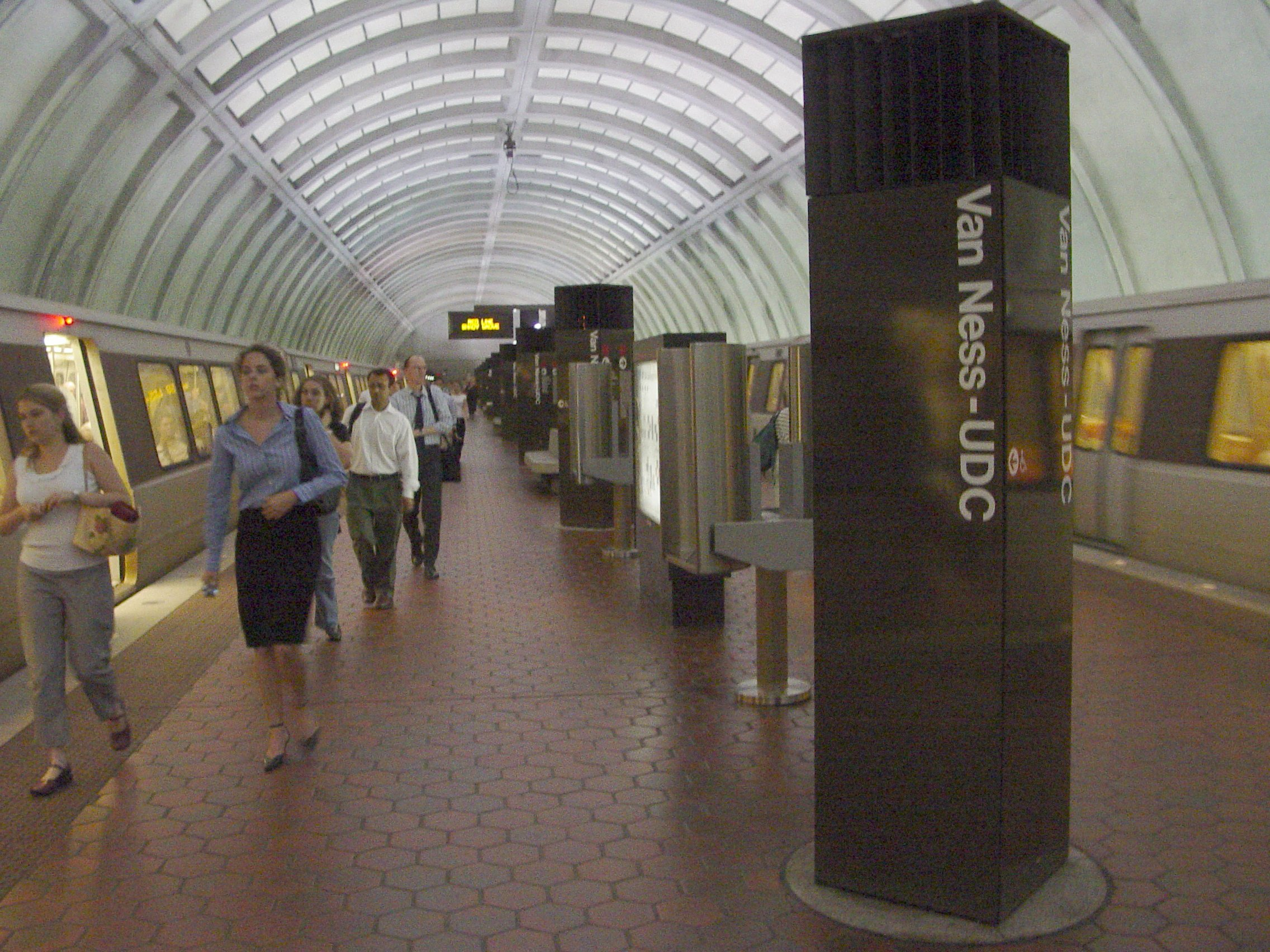
Станція Van Ness – UDC

### Блакитна лінія
Йде з округу Ферфакс через Александрію та Арлінгтон, далі разом з Помаранчевою та Срібною лініями крізь Вашингтон, в напрямку округу Принца Георга у Меріленді. Містить 27 станцій, лише 3 з яких не належать іншим лініям. Використовує 23 шестивагонних потяги в години пік.
Лінія відкрилася 1 липня 1977 року з 18 станціями від National Airport в Арлінгтоні до Stadium-Armory у Вашингтоні — перше приєднання Вірджинії до системи метрополітену. 22 листопада 1980 року лінія була продовжена на три станції до Addison Road. Розширення лінії за аеропорт почалося 15 червня 1991 року з відкриттям станції Van Dorn Street. Початковий план для лінії був виконаний з продовженням її до Franconia-Springfield 29 червня 1997 року. Дві нові станції в Меріленді — Morgan Boulevard та Largo Town Center — відкриті 18 грудня 2004.
Від відкриття Помаранчевої лінії 20 листопада 1978 року до 11 грудня 1979 Помаранчева лінія була сполучена з Блакитною від National Airport до Stadium-Armory, з продовженням Помаранчевої на схід від Stadium-Armory до New Carrollton. З 11 грудня 1979 року Помаранчева лінія була відведена в бік заходу зі станції Rosslyn до Ballston. Зараз Блакитна і Помаранчева лінії залишаються сполученими від Rosslyn до Stadium-Armory, а Срібна лінія проходить тим же маршрутом до східної кінцевої станції.

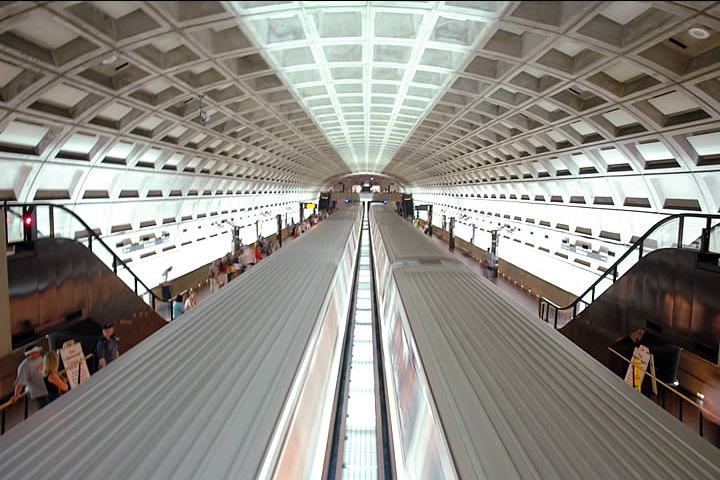
Станція Smithsonian
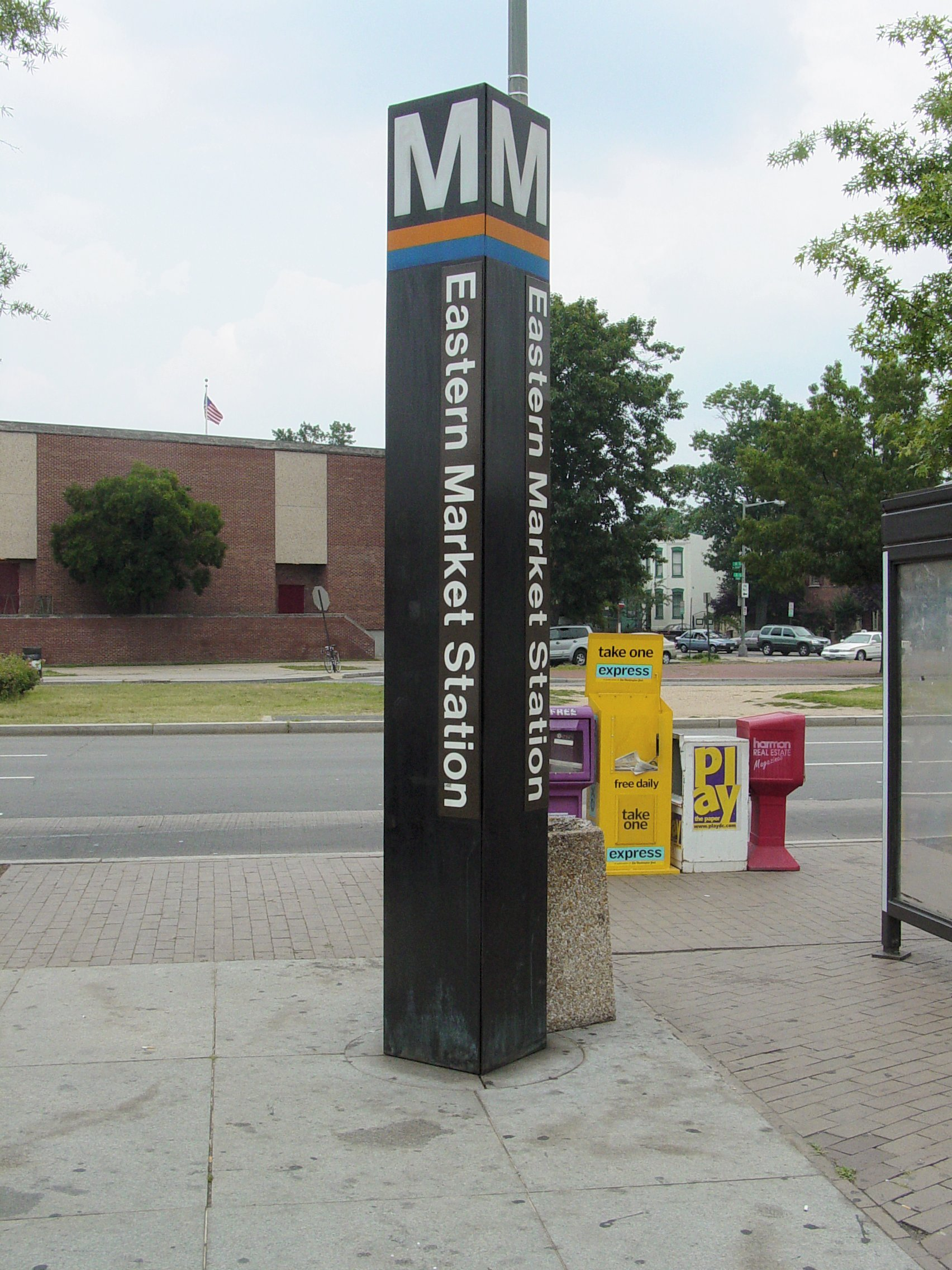
Вхід до станції Eastern Market
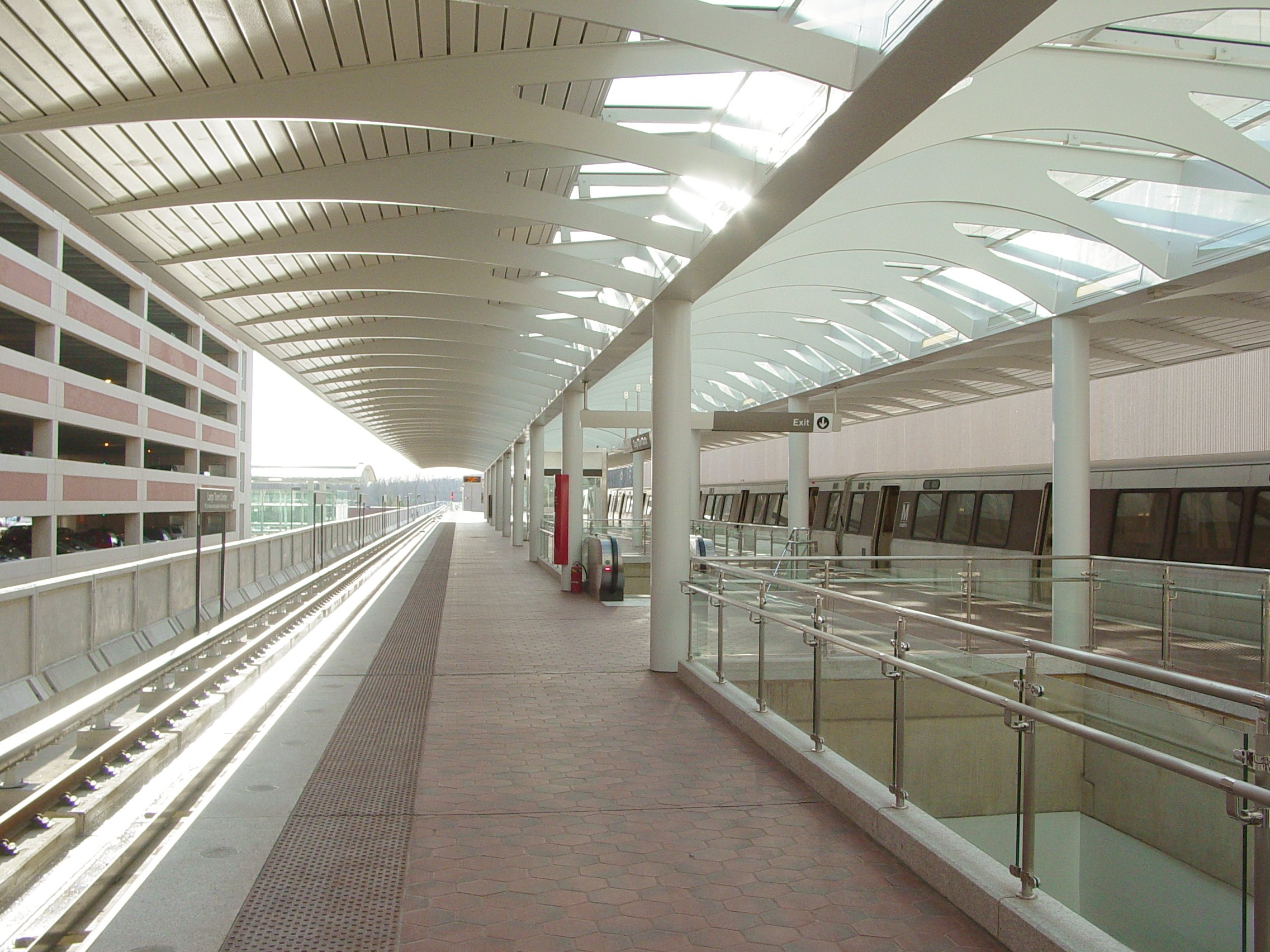
Станція Largo Town Center
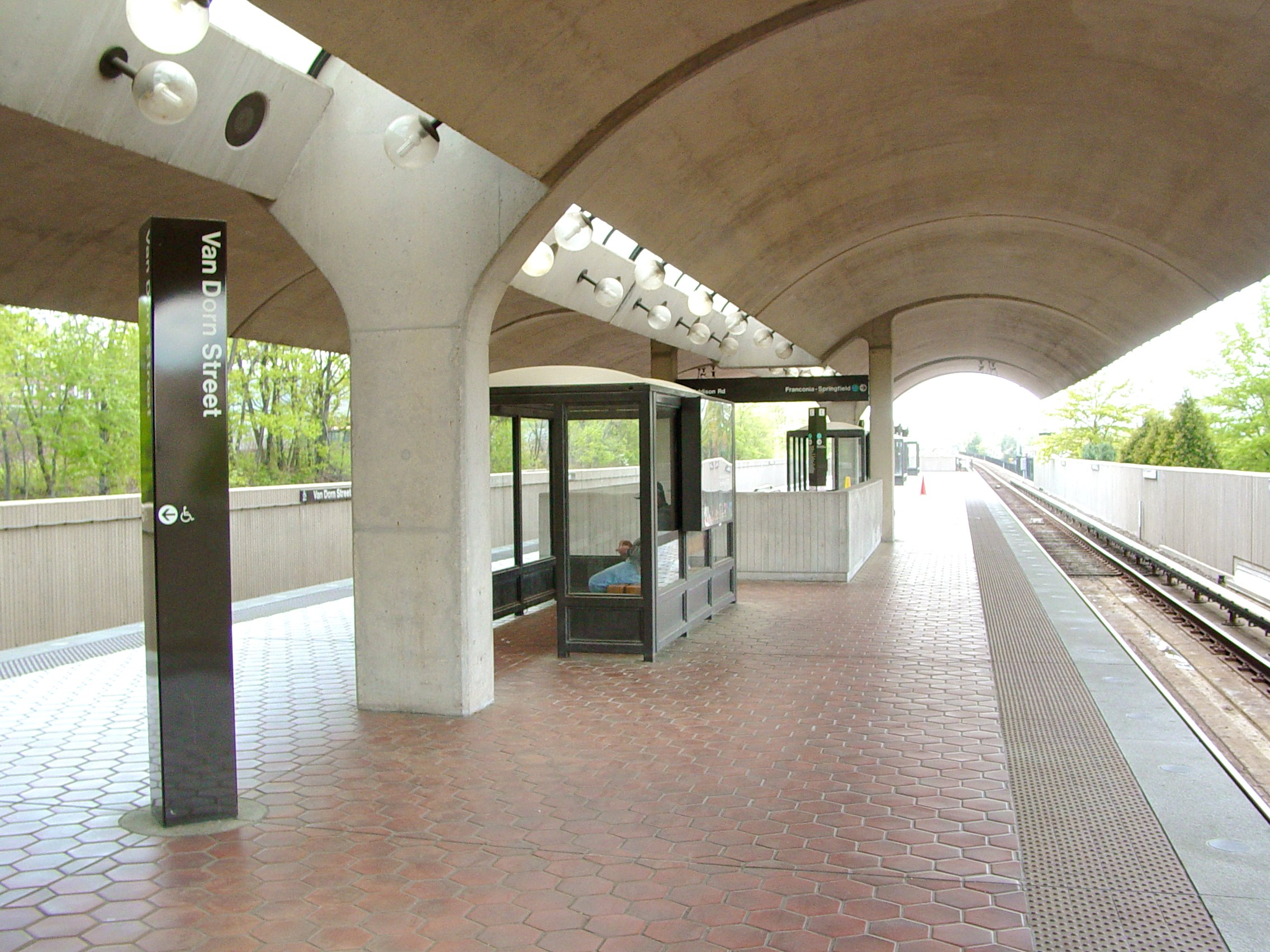
Станція Van Dorn Street

### Помаранчева лінія
Йде з округу Ферфакс (англ. Fairfax County), Вірджинія в округ Арлінгтон (англ. Arlington County), Вірджинія, через центр міста, і далі в округ Принца Георга (англ. Prince George's County), Меріленд. Відкрита 20 листопада 1978 року, містить 26 станцій. Половина станцій спільна з Блакитною лінією, і більше двох третин зі Срібною. В години пік лінія використовує 9 восьмивагонних потягів та 21 шестивагонний.

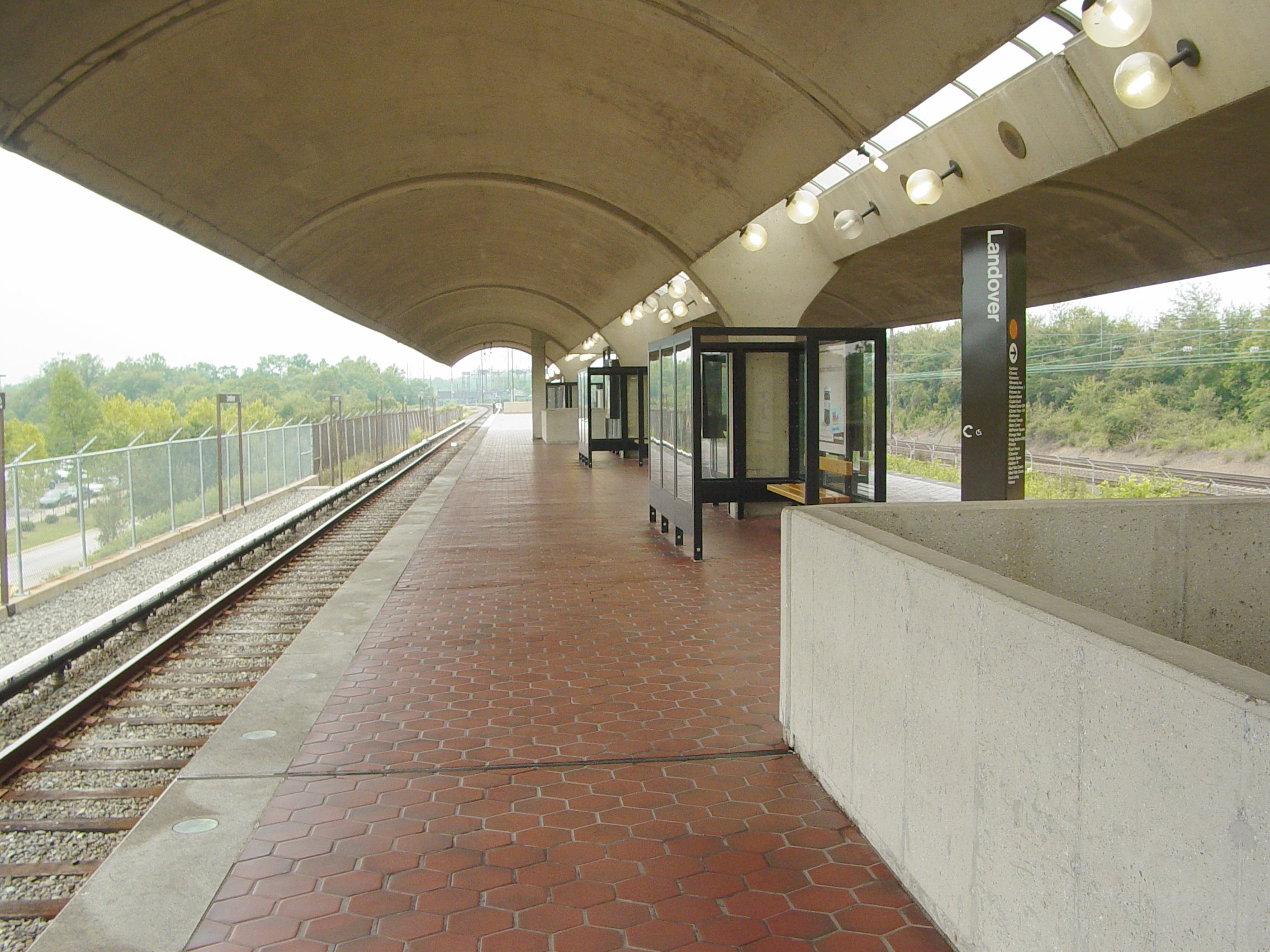
Станція Landover
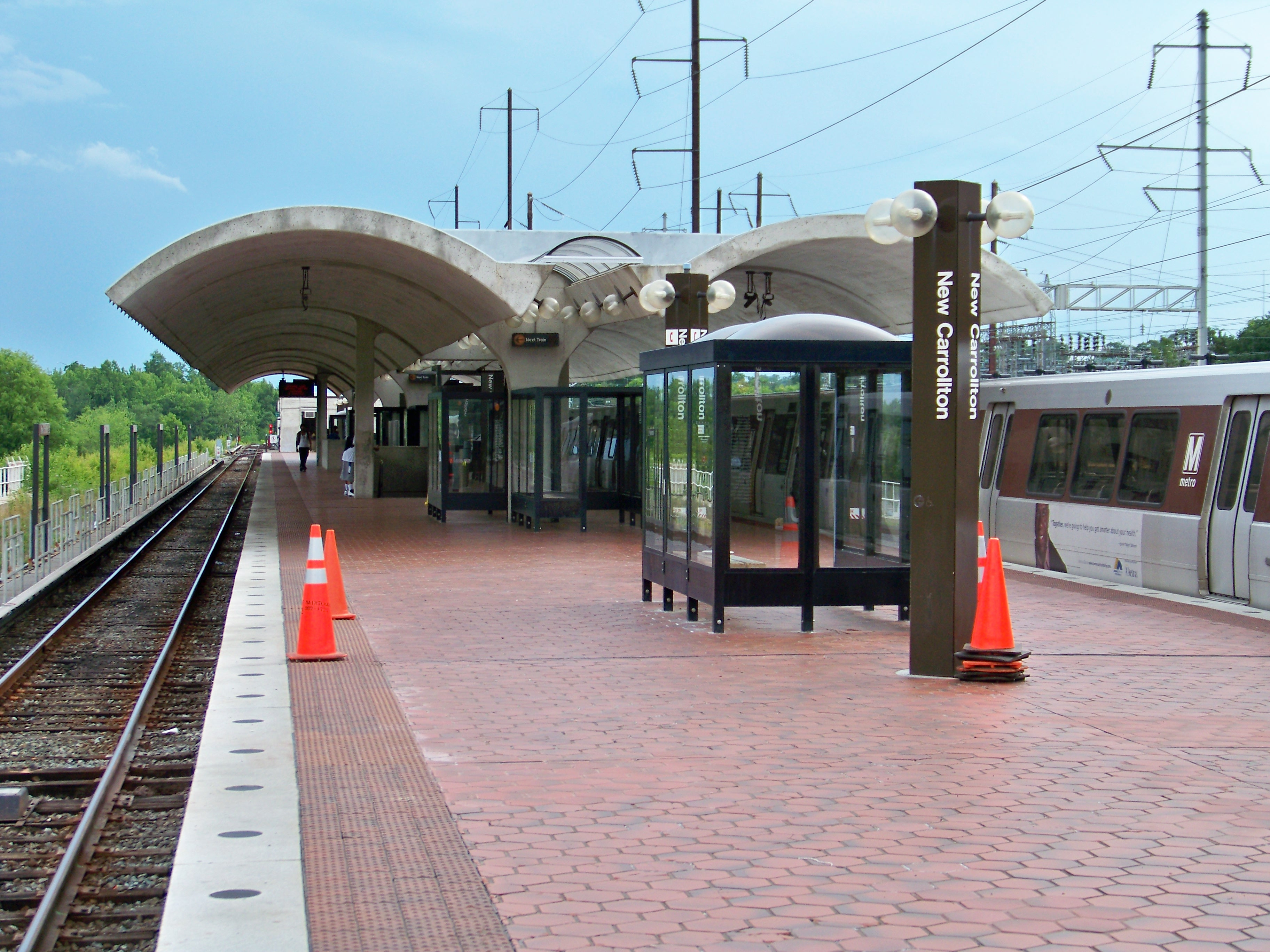
Станція New Carrollton
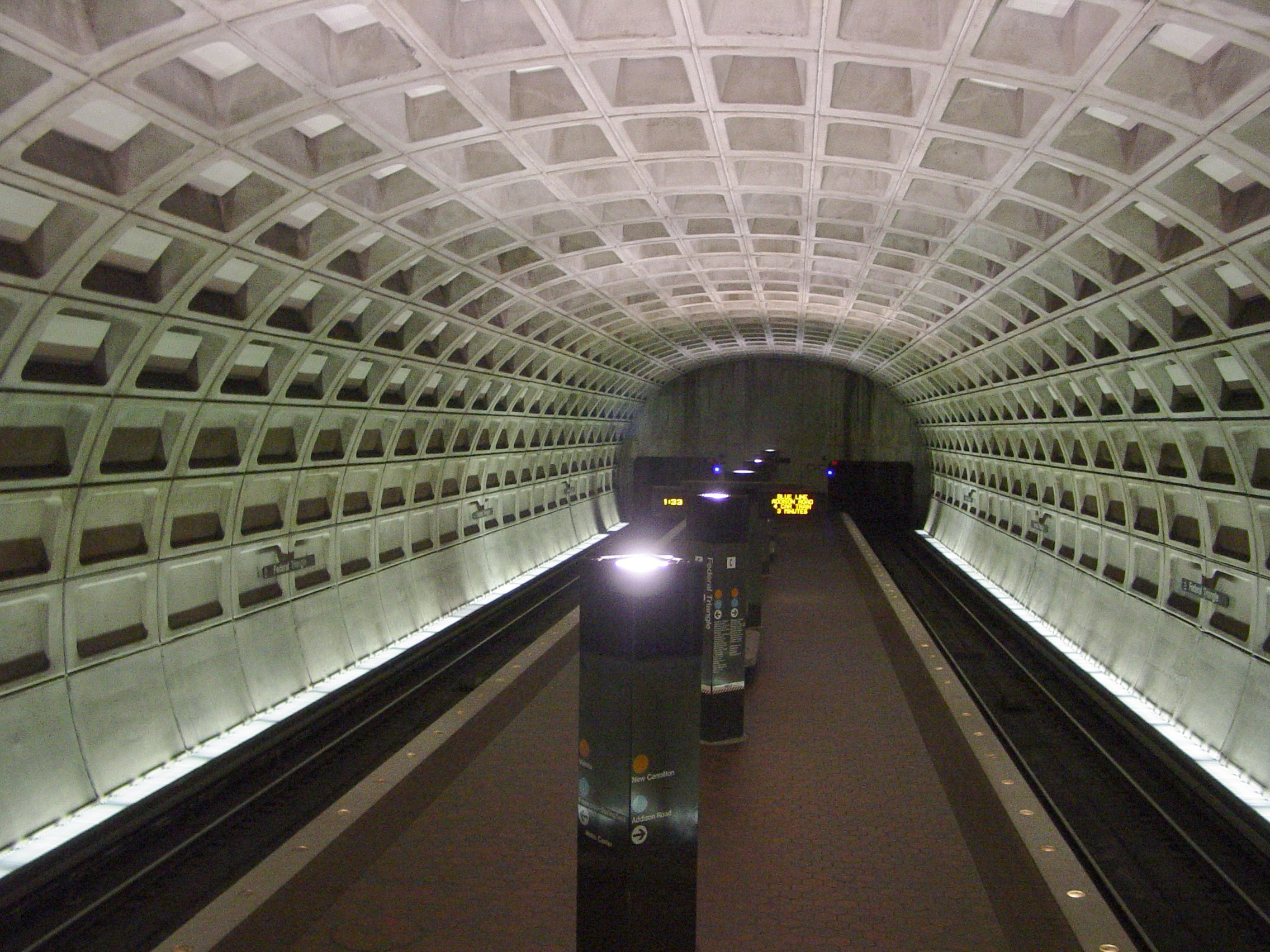
Станція Federal Triangle
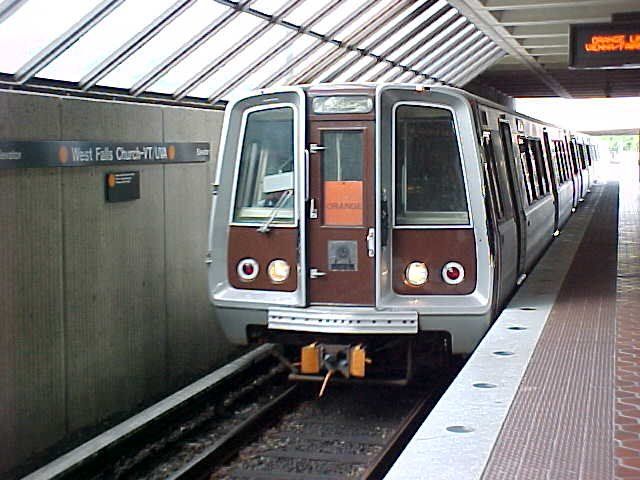
Потяг на станції West Falls Church

### Жовта лінія
Йде вздовж Блакитної лінії, далі в напрямку Пентагону на інший берег річки Потомак через міст Фенвіка, закінчуючись у діловій частині міста. Відкрита 30 квітня 1983 року, містить 17 станцій.
В години пік використовує 10 шестивагонних потягів.

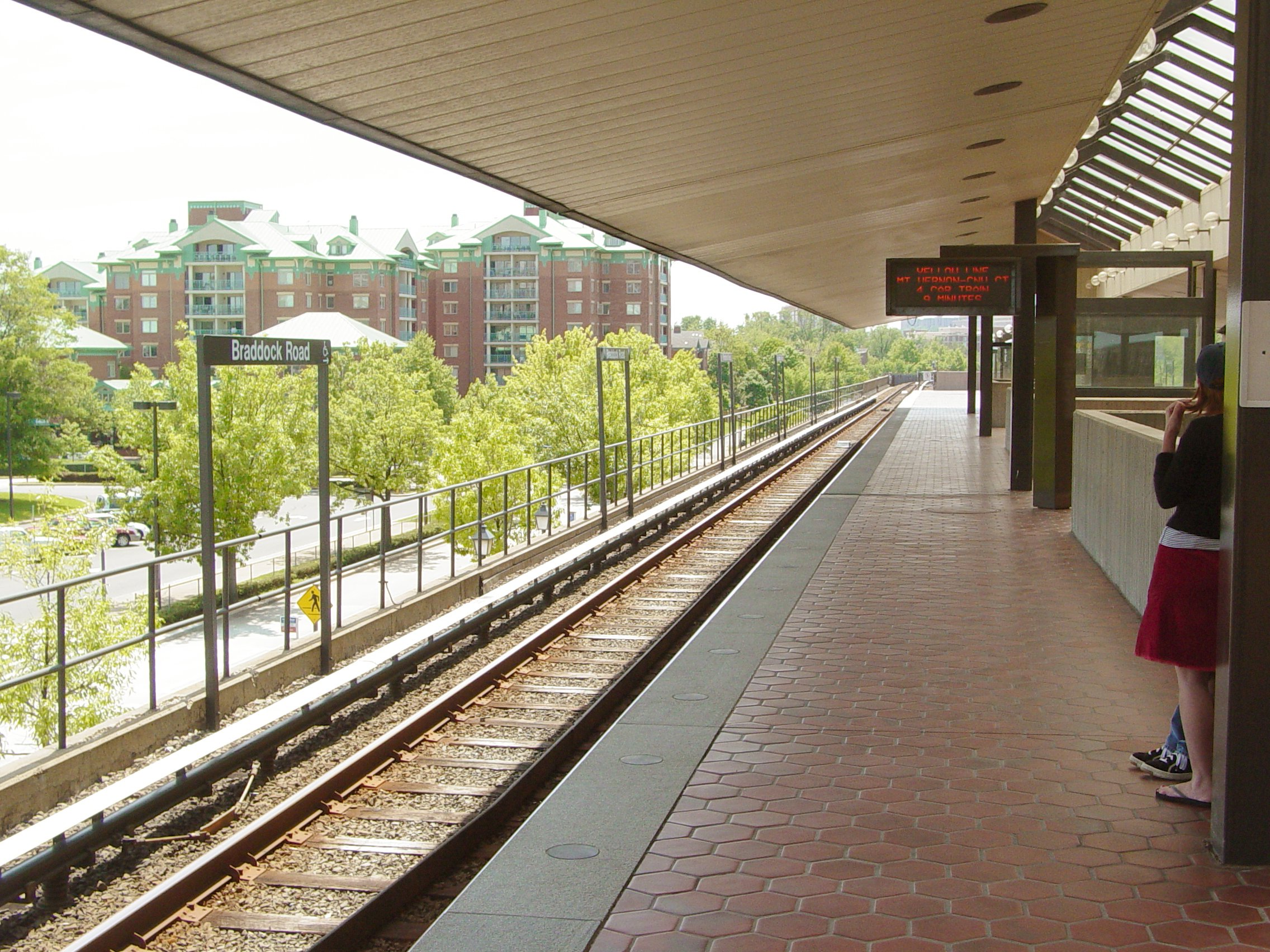
Станція Braddock Road
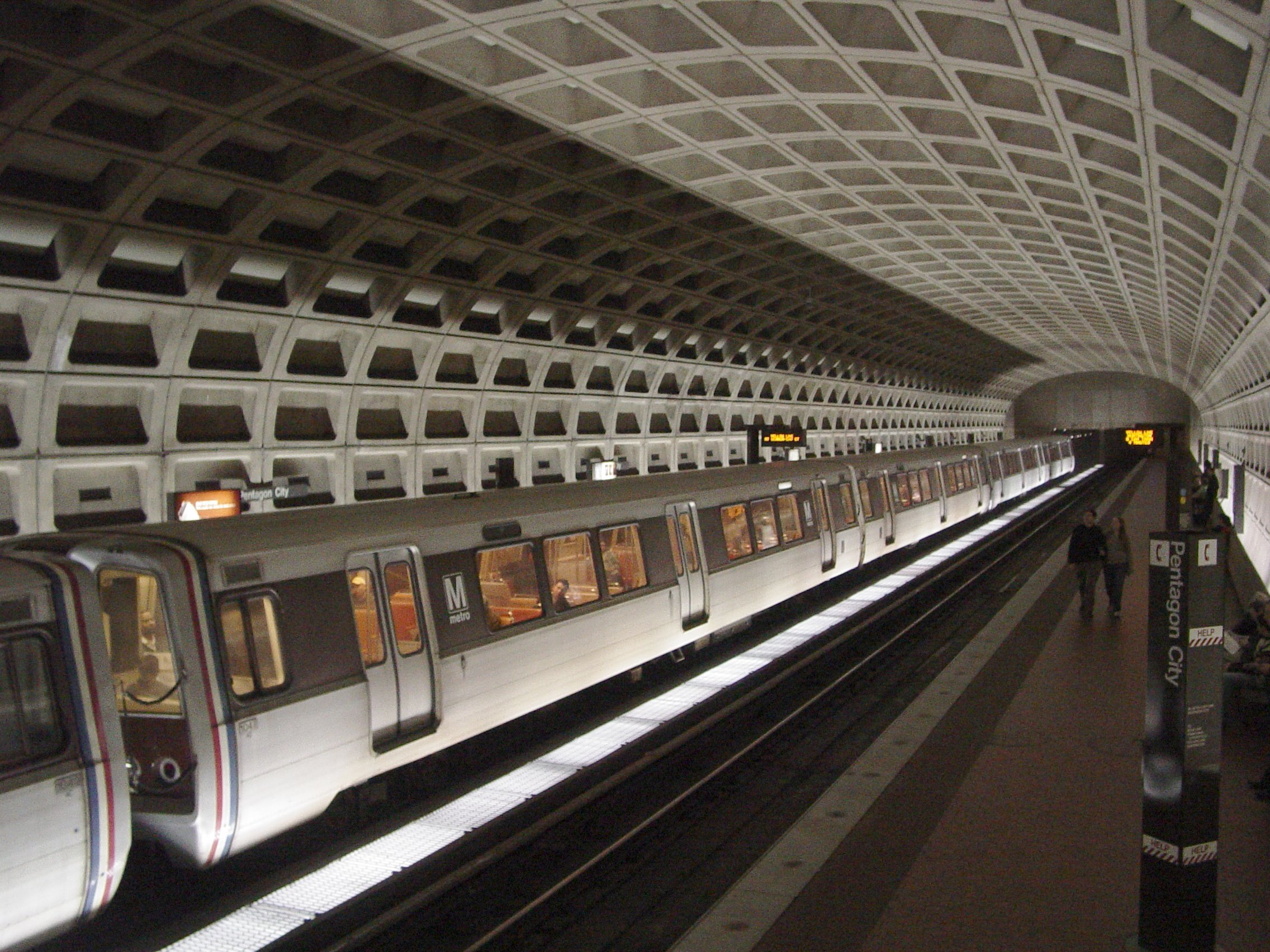
Станція Pentagon City
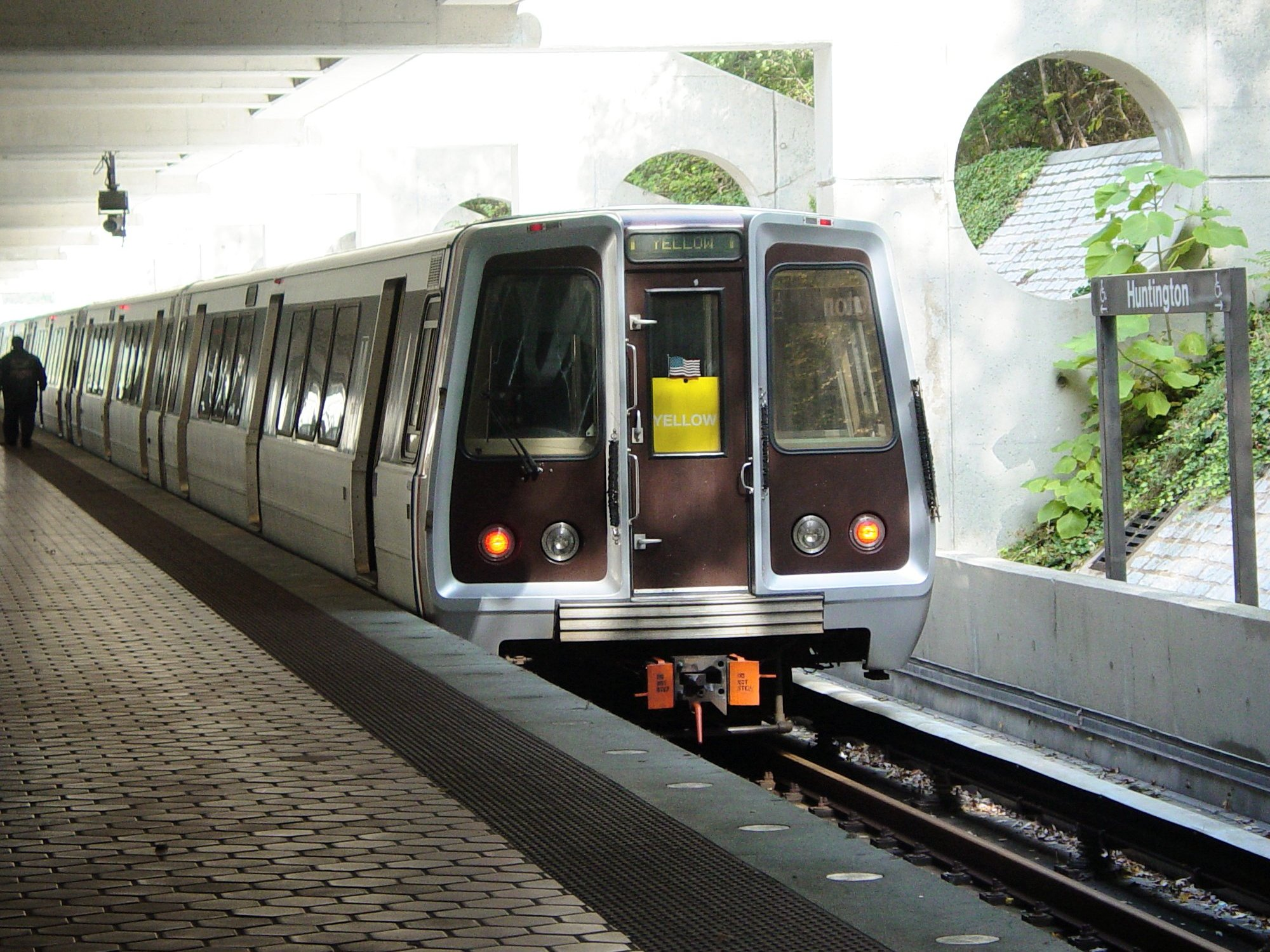
Станція Huntington
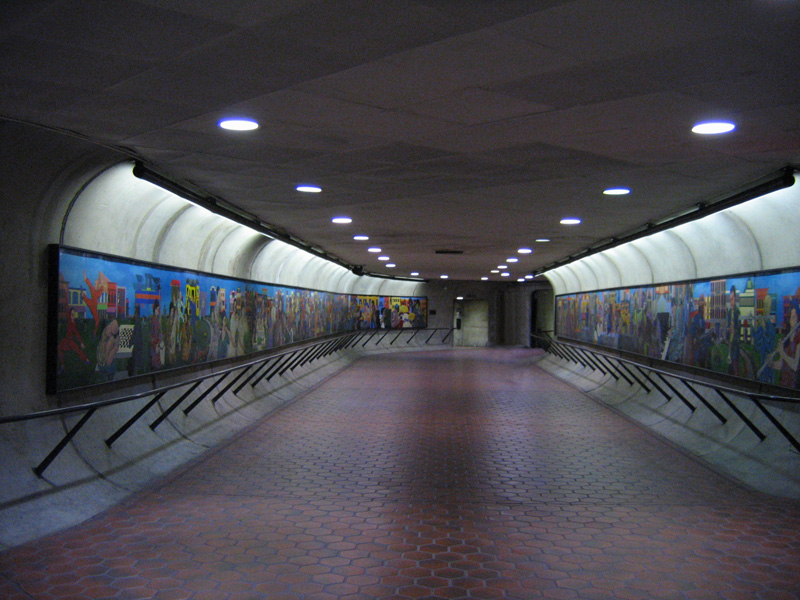
Підземний перехід станції U Street/African-American Civil War Memorial/Cardozo

### Зелена лінія
Проходить через округ Принс-Джорджес, Меріленд та округ Колумбія. Відкрита 11 травня 1991 року, містить 21 станцію. В години пік використовує 19 поїздів (10 восьмивагонних та 9 шестивагонних).
Має дев'ять спільних станцій з Жовтою лінією (в години пік використовуються всі, в інший час — 4), по одній з Помаранчевою та Синьою та дві з Червоною.

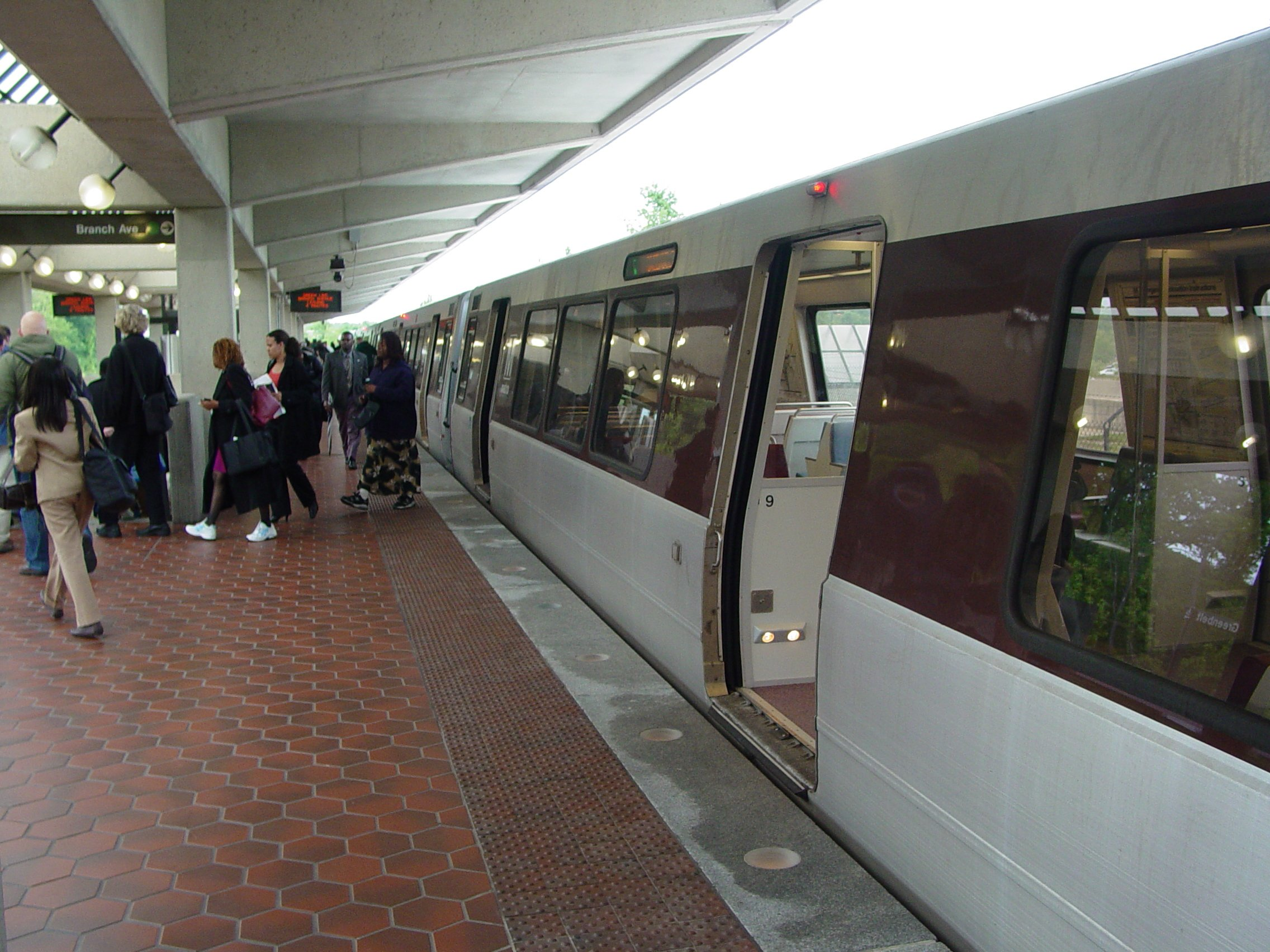
Станція Greenbelt
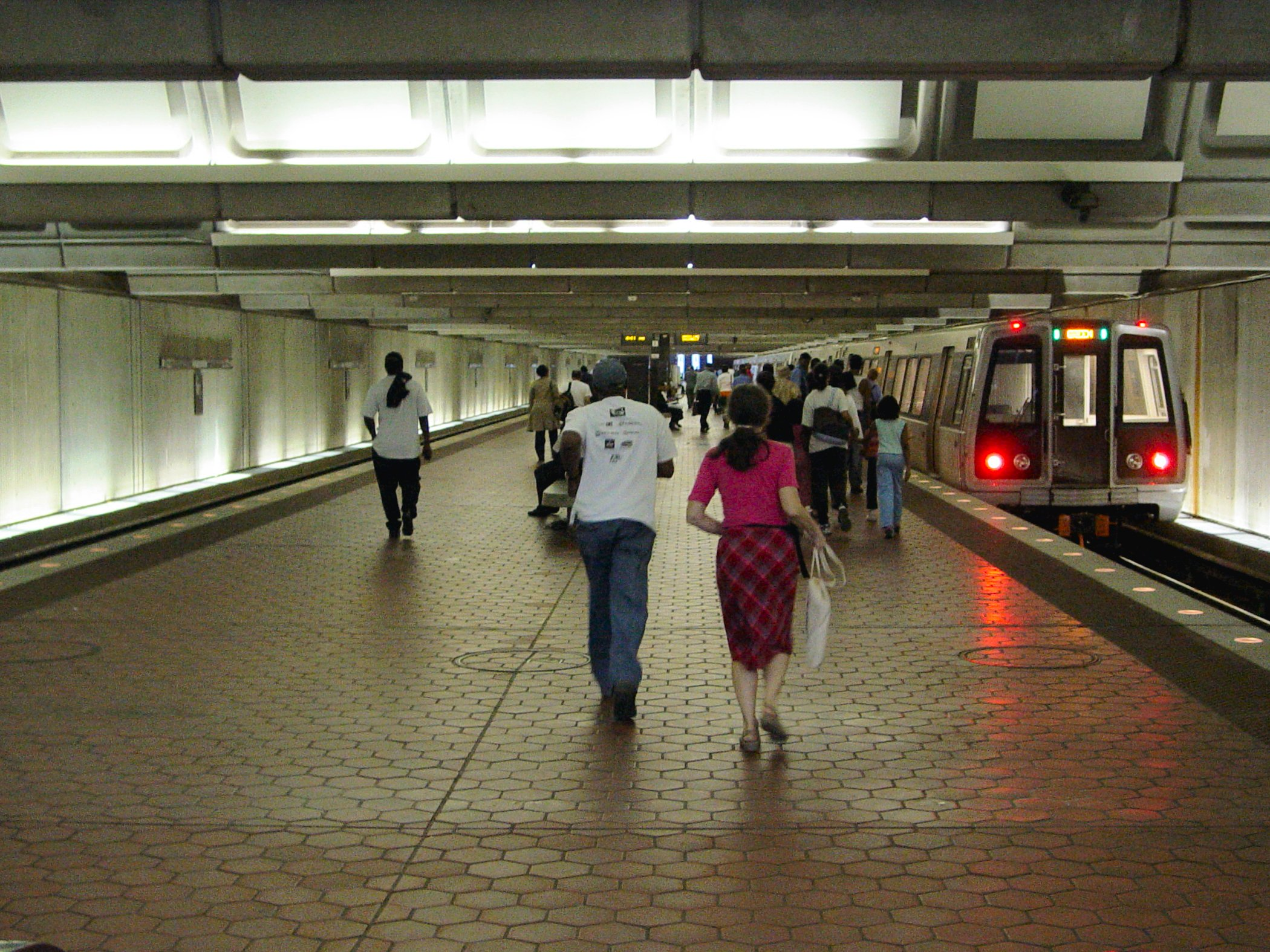
Станція Anacostia
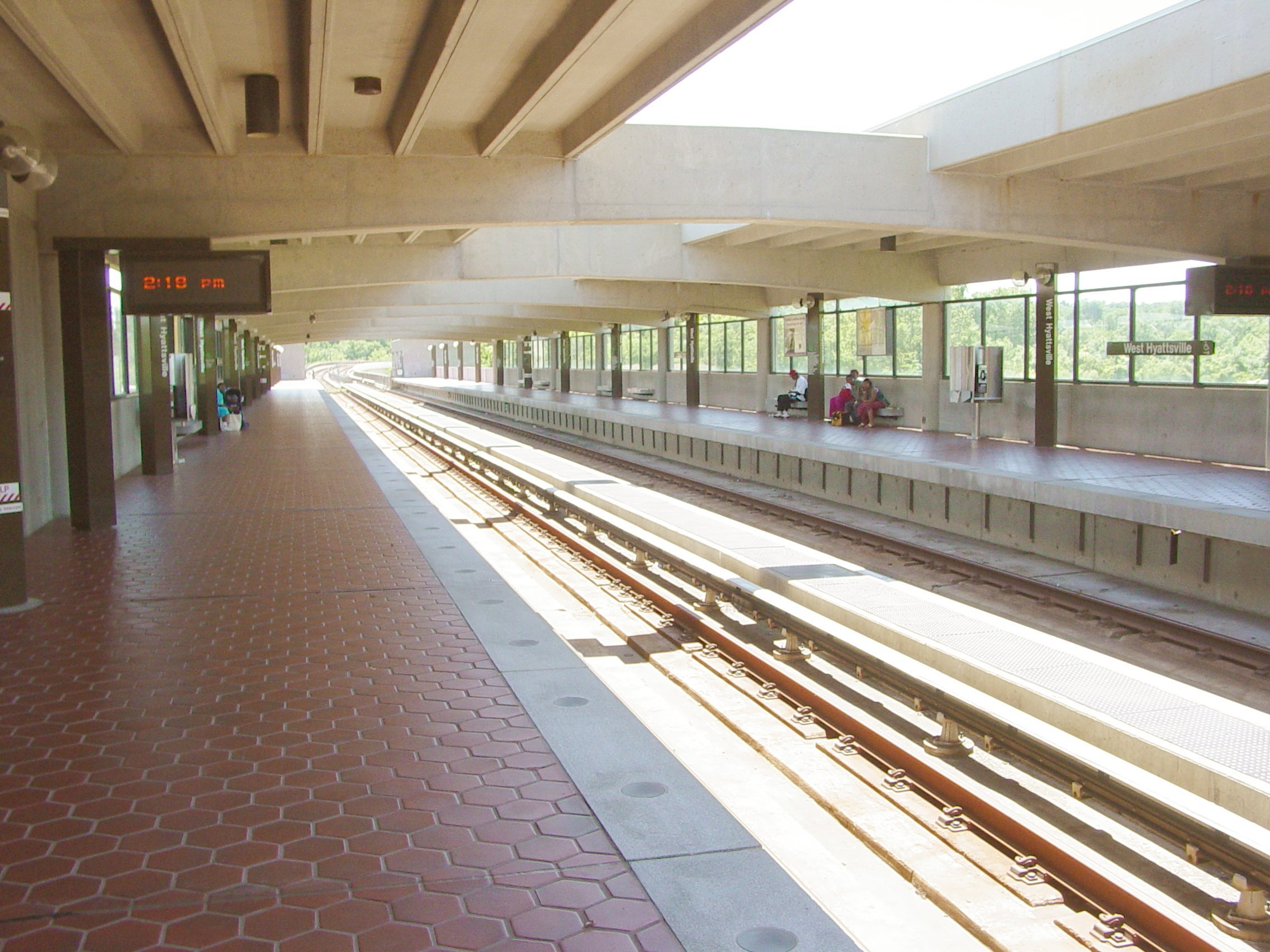
Станція West Hyattsville

### Срібна лінія
Відкрита у 2014 році, довжиною 47.6 км, містить 28 станцій з яких 23 використовуються спільно з Блакитною та Помаранчевою лініями.

## Перспективи розвитку

### Срібна лінія
Будується розширення лінії з 6 станцій та 18,5 км яке планують відкрити у 2020 році. Нова лінія буде обслуговувать міжнародний аеропорт Даллеса та округ Лаудун.

### Потомак-Ярд
2008 року почалося дослідження можливості побудови станції на території Потомак-Ярду в Александрії на Блакитній та Жовтій лініях між станціями National Airport та Braddock Road. Проєкт залишається у стані розробки, а фінансування побудови (оцінене в $150 млн) не було затверджене.

## Безпека
13 липня 2009 року WMATA ухвалила рішення про суворіші міри (англ. zero tolerance) для машиністів метро та автобусів, помічених у використанні мобільних телефонів чи інших портативних пристроїв під час роботи. Ця нова політика була введена після розслідувань кількох масових аварій у США, які були спричинені саме використанням портативних пристроїв. Про зміни було оголошено через день після того, як один із пасажирів записав на відеоплівку машиніста, що набирав повідомлення на телефоні.

## Оплата проїзду

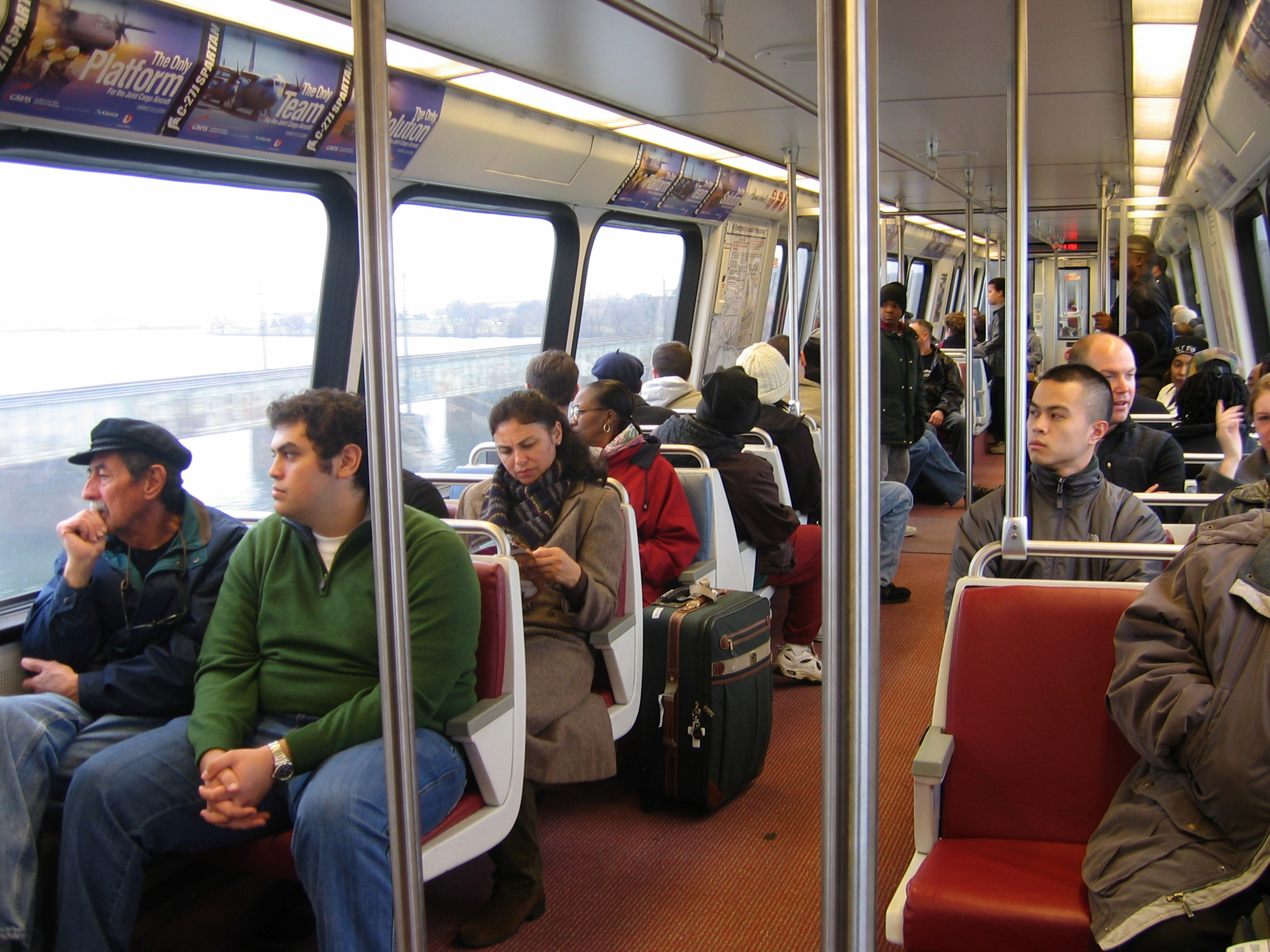
Всередині вагона. Жовта лінія, переїзд через Потомак.

Оплата проїду в метрополітені залежить від відстані поїздки та часу доби. Протягом звичайних годин (робочі дні від відкриття до 9:30 та від 15:00 до 19:00, а також у п'ятницю та суботу від 2:00 ночі до закриття), вартість проїзду складає від $1.75 до $4.60, залежно від відстані. В інші години, вартість складає $1.45, $1.95, or $2.45, також у залежності від відстані. Знижки доступні для школярів, інвалідів та людей похилого віку. Ціни на проїзд знижуються на федеральні свята, крім тих, за яких пасажиропотік різко збільшується, такі як День Колумба, День Ветеранів, День Мартіна Лютера Кінга та Президентський день.

## Рухомий склад
Рухомий склад складається з 1126 вагонів, кожний довжиною 23 м. Потяги розраховані на максимальну швидкість 95 км/год, а середню — 53 км/год, включаючи зупинки. Всі вагони є спареними (послідовно пронумерованими парними і непарними номерами), з системами, спільними для пар. В години пік використовується 850 вагонів. 814 з них в активному обслуговуванні, інші 36 — запасні, на випадок технічних проблем з основними.
Потяги складаються з шести вагонів, проте на Червоній, Зеленій та Помаранчевій лініях в години пік кількість може збільшуватися до восьми. Інтервали між прибуттями потягів однієї лінії становлять 6 хвилин у години пік (5 на Червоній лінії), в вечірній час — 20 хвилин (на Червонії лінії 15), у звичайні години — 12 хвилин.

## Події

### Зіткнення

#### 6 січня 1996 року

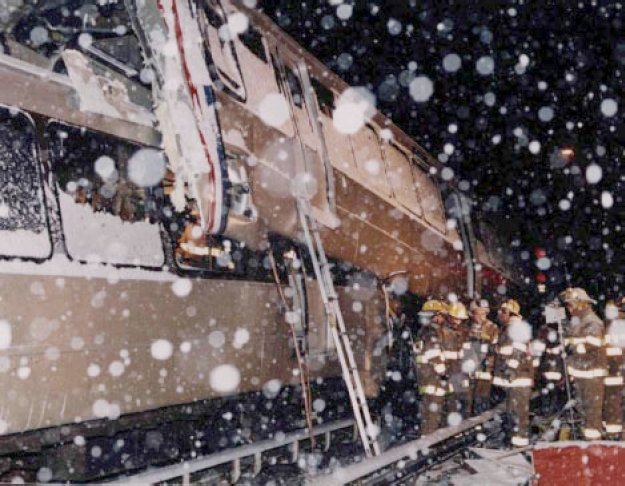
Аварія на станції Shady Grove

Під час снігової бурі 6 січня 1996 року машиніст метрополітену загинув, коли потяг не зупинився на станції Shady Grove. Чотиривагонний потяг проїхав через усю платформу станції та зіткнувся з вільним вагоном, який очікував на посадку. Розслідування Національної Ради з безпеки транспорту (NTSB) показало, що аварія була результатом несправності в гальмівній системі потяга, яка контролювалася комп'ютером. Рада порекомендувала дати машиністам можливість контролювати систему вручну, навіть у сувору погоду, та заборонити паркувати вагони на коліях, які використовуються поїздами, що прибувають.

#### 3 листопада 2004 року

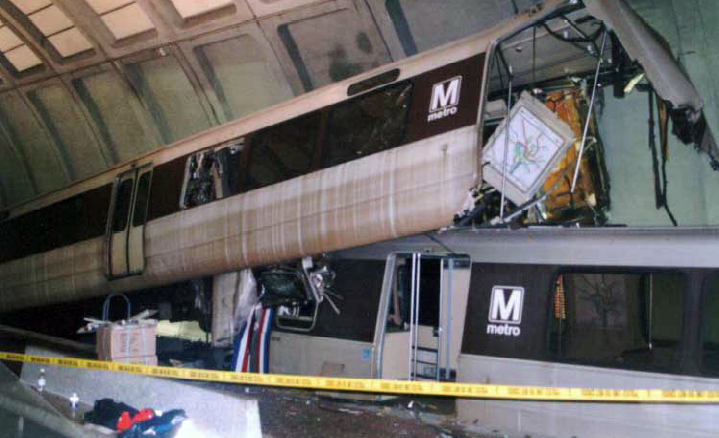
Аварія на станції Woodley Park-Zoo/Adams Morgan

3 листопада 2004 року несправний потяг Червоної лінії покотився заднім ходом на станцію Woodley Park–Zoo/Adams Morgan і зіткнувся з потягом, який стояв на платформі. Жертв не було, але 20 людей отримали травми, збитки від аварії склали 3,5 млн доларів. 14-місячне розслідування прийшло до висновку, що машиніст поїзда скоріш за все був неуважний чи навіть спав, через що потяг і поїхав заднім ходом. Посадові особи встановили, що якби потяг був повним, мінімум 79 людей загинули б. Машиніст був звільнений, а відповідальні особи погодилися встановити блокування на рух заднім ходом на понад 300 вагонів.

#### 22 червня 2009 року

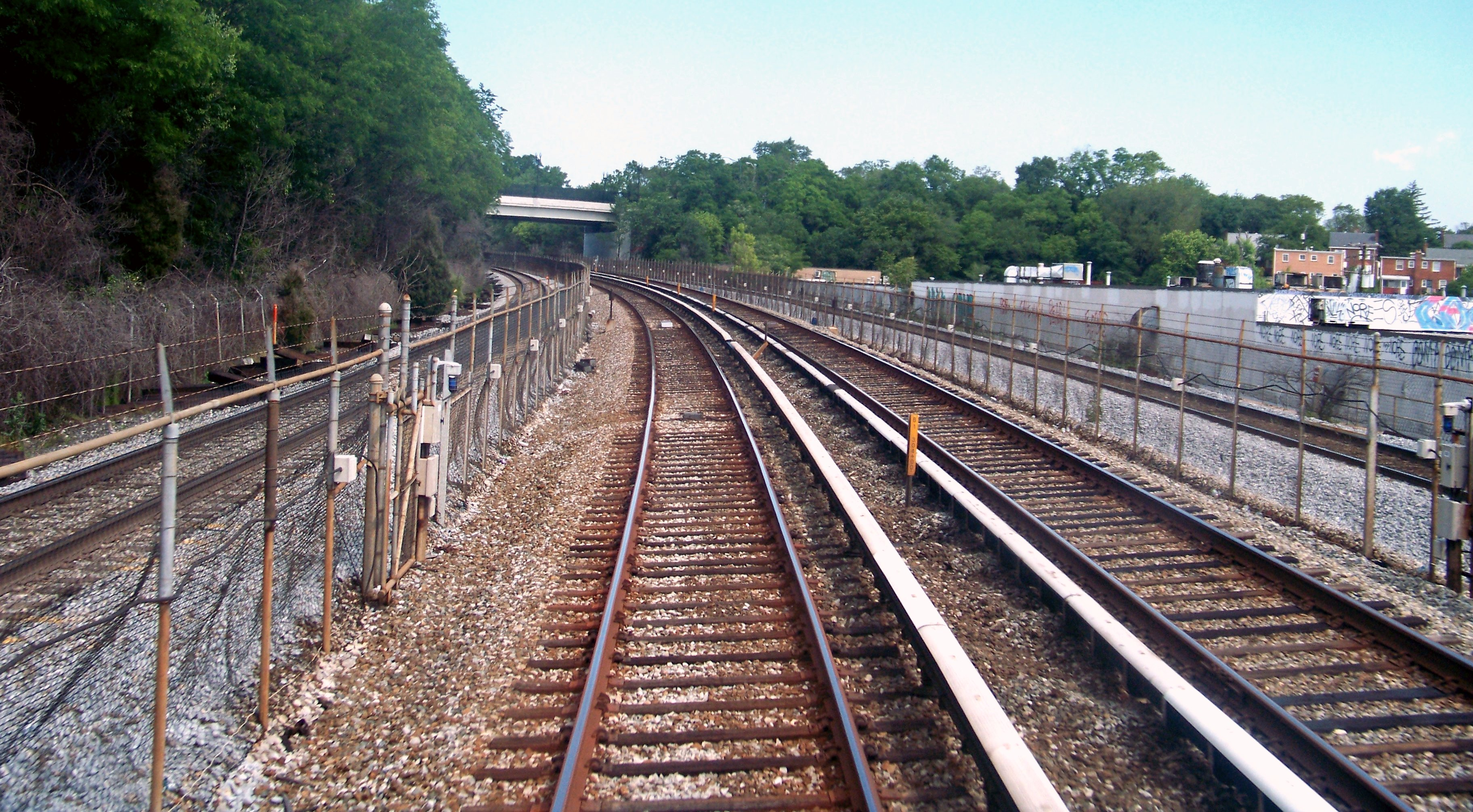
Місце катастрофи

22 червня 2009 в 17:02 у Вашингтонському метро на кордоні Округу Колумбія і штату Меріленд відбулося зіткнення двох поїздів. В результаті інциденту дев'ять осіб загинуло, 76 постраждалим надана допомога, з них шість доставлено до лікарні з важкими пораненнями. Однією із загиблих була машиніст потяга, який зіткнувся з тим, який зупинився.

#### 29 листопада 2009 року
29 листопада 2009 року в 4:27 ранку один потяг ззаду в'їхав у другий в депо West Falls Church. У вагонах не було пасажирів, тому відомо лише про незначні травми трьох працівників та збитки вартістю 9 млн доларів.
Пошкоджено 12 вагонів. Зіткнення сталося через перевищення швидкості — потяг їхав зі швидкістю 18 миль на годину, тоді як максимальна допустима в депо — 15.

### Сходження з колій

#### 13 січня 1982 року
13 січня 1982 року поїзд зійшов з колії на несправному перемикачі між станціями Federal Triangle та Smithsonian. Намагаючись поставити потяг на колію, контролери не помітили, що ще один потяг зійшов. Цей потяг зісковзнув з рейок та вдарився в опору тунелю. Троє людей загинуло, 25 поранено. Цікаво, що аварія трапилася через 30 хвилин після авіаційної катастрофи у Вашингтоні.
При розслідуванні через кілька місяців, NTSB та WMATA пояснили катастрофу помилкою машиніста. Розслідування показало, що наглядач припустився 11 помилок, в тому числі не розглянув детально зламаний перемикач, через який сталася трагедія, а машиніст не заніс у протокол проходження через нього. Метрополітен порекомендував обладнати вагони більшою кількістю сталі для забезпечення вищого рівня безпеки при зіткненнях.
Перед аварією, правилами користування метрополітеном пасажири мали залишатися у вагонах до прибуття рятівного персоналу. Це було через те, що 750-вольтова третя рейка, який постачає потяг електроенергією, міг бути як небезпекою для пасажирів, так і предметом зловживання для жартівників. Після інциденту правило було скасоване і до 1985 року почалося встановлення аварійних ручок для надання пасажирам можливості залишити потяг у випадку пожежі чи аварії.

#### 7 січня 2007 року
7 січня 2007 року потяг Зеленої лінії, що перевозив приблизно 120 пасажирів, зійшов з колії близько станції Mount Vernon Square в бізнес-центрі Вашингтона. На той час залізниці були одноколійними, і п'ятий вагон зійшов в тому місці, де поїзд переключався з південної дороги на північну. Як мінімум 18 людей отримали травми та 60 були вимушені йти через тунель. Як мінімум одна людина зазнала серйозної травми, яка, втім, не загрожувала життю.
Ця пригода була одним із п'яти випадків сходження з колії, що трапилися з вагонами серії 5000, чотири інших мали місце на запасних залізницях, коли пасажирів у вагонах не було.

#### 9 червня 2008 року
9 червня 2008 року потяг Помаранчевої лінії (серія 2000) зійшов між станціями Rosslyn та Court House. Обійшлося без жертв і потерпілих, 412 людей було успішно евакуйовано.

#### 12 лютого 2010 року
12 лютого 2010 року о 10:13 за місцевим часом на під'їзді до підземної станції Farragut North головний вагон зійшов з рейок і потягнув за собою ще 2 вагони. Інцидент завдав незначних руйнувань. Відомо про двох потерпілих з легкими пораненнями, ще одного доставлено до госпіталю. До 10:50 всіх пасажирів було евакуйовано.

## Галерея

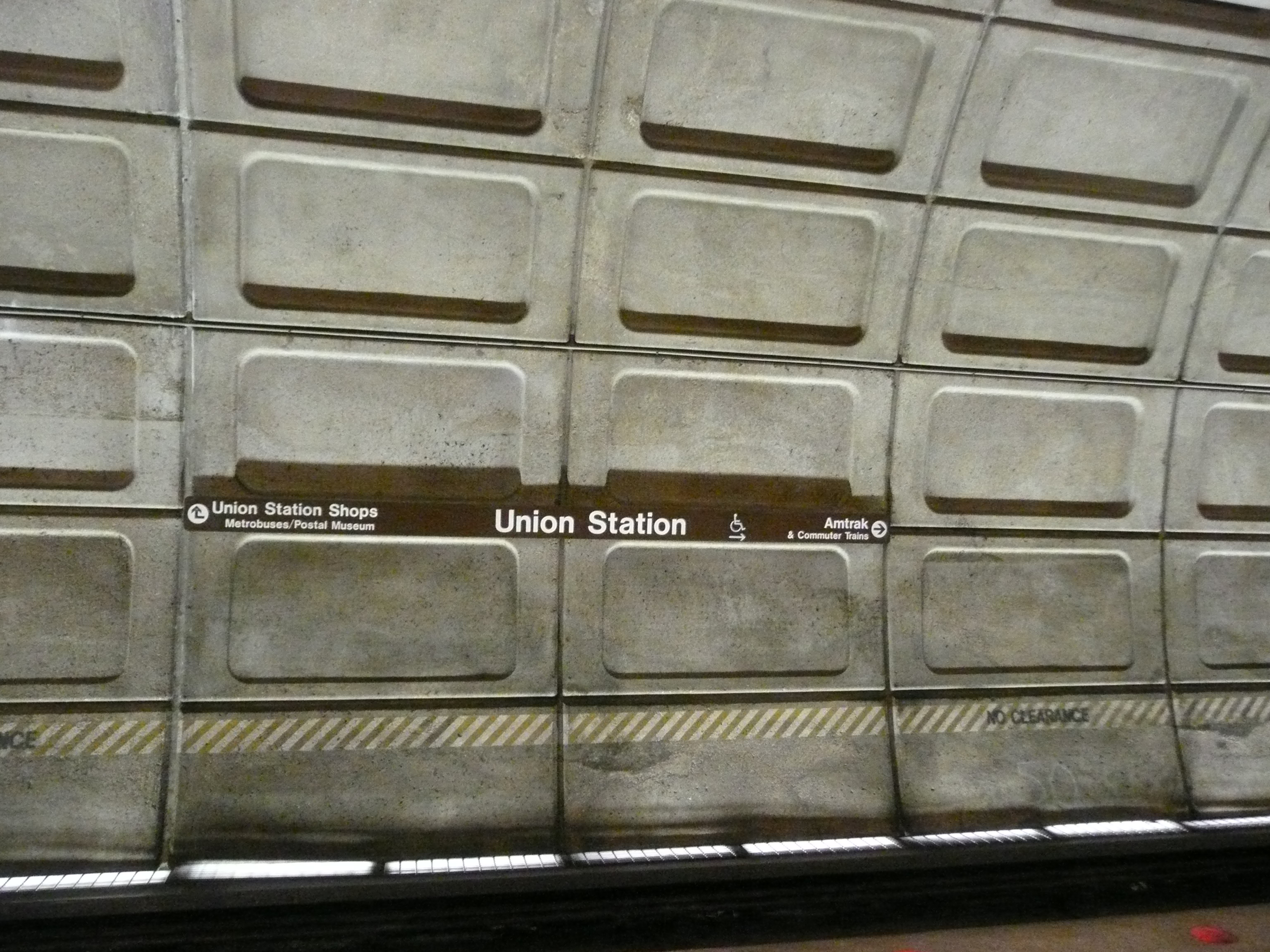
Типове оформлення шляхової стінки станції
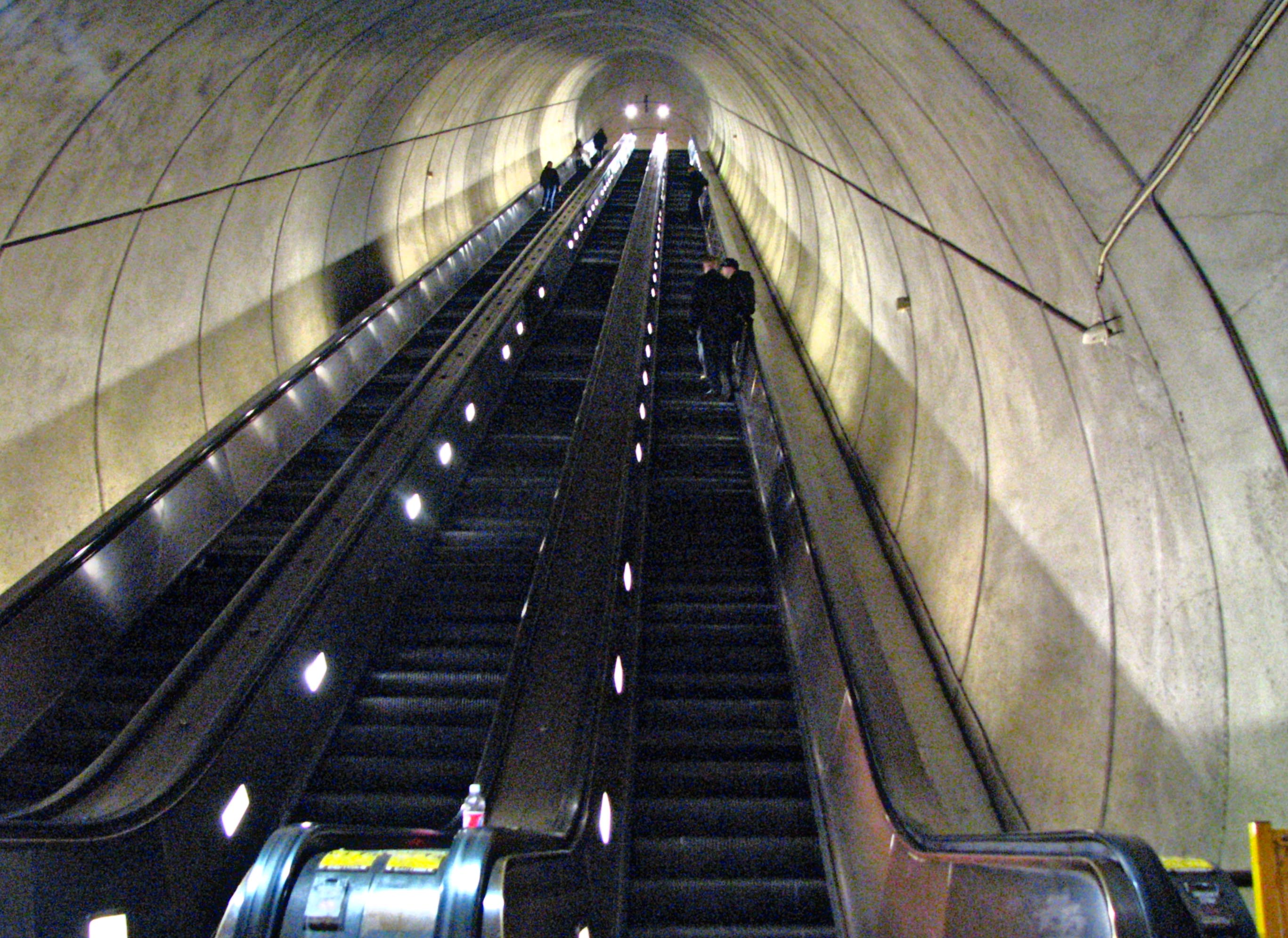
Ескалатор станції Wheaton
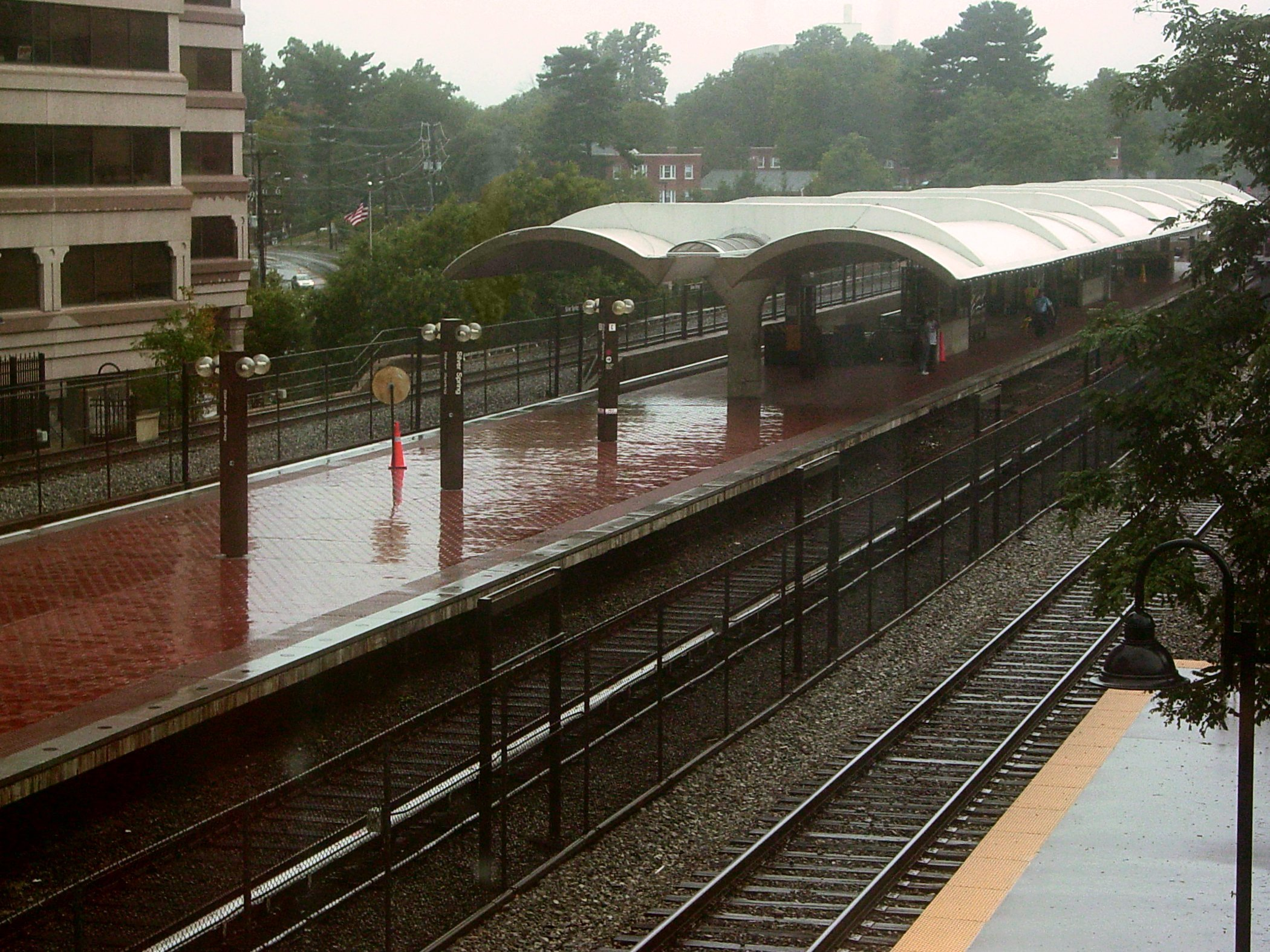
Платформа станції Silver Spring у дощовий день